# Leone Caetani
Leone Caetani, Fürst von Teano und Herzog von Sermoneta (* 12. September 1869 in Rom; † 25. Dezember 1935 in Vancouver), war ein  italienischer Historiker auf dem Gebiet des Frühislams.

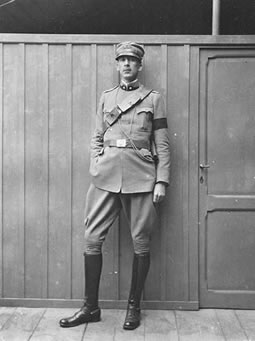
Leone Caetani (1915)

Von 1909 bis 1913 war er Mitglied der Camera dei deputati. 1911 stimmte er mit den Sozialisten gegen den Angriff auf Libyen, seine erneute Kandidatur bei den Wahlen von 1913 war nicht erfolgreich. Nach dem Eintritt Italiens in den Ersten Weltkrieg 1915 diente er als Artillerieoffizier an der Cadorefront, wurde aber noch vor Kriegsende aus gesundheitlichen Gründen entlassen. Gegner des Faschismus, betrieb er 1924 die Errichtung der Fondazione Caetani per gli studi musulmani unter dem Dach der Accademia dei Lincei, der er seit 1911 als korrespondierendes und seit 1919 als Vollmitglied angehörte, um seine Bibliothek und die von ihm gesammelten Materialien langfristig für die Forschung zu sichern. Spätestens 1927 verließ er Italien, um sich in Kanada niederzulassen, wo er in Vernon ein Landgut erworben hatte. Da Caetani die kanadische Staatsangehörigkeit angenommen hatte, wurde ihm im April 1935 die italienische Staatsangehörigkeit entzogen, wodurch er auch die Mitgliedschaft in der Akademie verlor. Nach den Zentenarfeiern 1969 wurde die Stiftung als Fondazione Leone Caetani im Jahre 1971 wieder zu neuer Aktivität erweckt.
Seit 1918 war er auswärtiges Mitglied der Königlich Niederländischen Akademie der Wissenschaften.

## Schriften
- Leone Caetani: Annali dell’Islam, Mailand-Rom, U. Hœpli-Fondazione Caetani della Reale Accademia dei Lincei, 1906–1926, 10 Bände (Nachdruck Georg Olms, New York, 1972).
- Leone Caetani: Studi di storia orientale, Mailand, U. Hœpli, 1911–1914.
- La funzione dell’Islam nell’evoluzione della Civiltà, in: Scientia, Vol. XI, Anno VI, 1912, XXIII–3, Zanichelli, Bologna.